# 微虎耳草
微虎耳草（学名：Saxifraga parvula），为虎耳草科虎耳草属下的一个植物种。